# Viola von der Burg

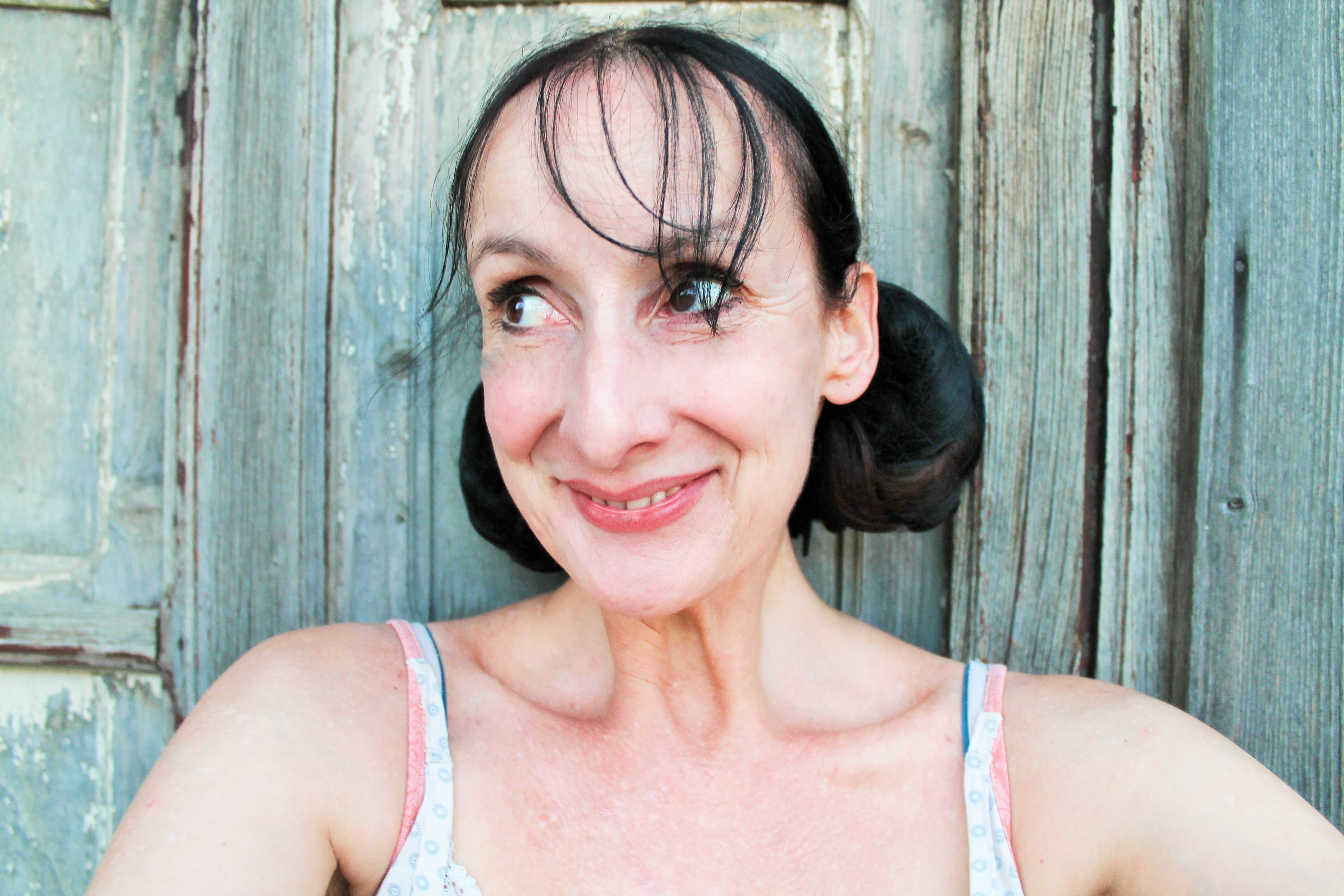
Viola von der Burg

Viola von der Burg (* 17. Mai 1965 in Furth) ist eine deutsche Schauspielerin.

## Leben
Viola von der Burg absolvierte den Meisterabschluss als Herrenschneiderin bei „Max Dietl“ Hautes Coutures in München und war auf dem Weg, Kostüm- und Bühnenbildnerin zu werden.
Ihren eigentlichen Wunsch, Schauspielerin zu werden, verwirklichte sie im Alter von 24 Jahren von 1991 bis 1994 auf der Schauspielschule von Ruth von Zerboni und erhielt Privatunterricht bei Rudolf Noelte, Regine Lutz und Thomas Holtzmann. Sie spielte an zahlreichen Münchener Theatern – u. a. im Metropoltheater, Staatstheater am Gärtnerplatz in „The Rakes Progress“ von Igor Strawinsky, an der Bayerische Staatsoper in „Kanon für geschlossene Gesellschaft“ unter der Regie von Ruedi Häusermann, am Bayerisches Staatsschauspiel sowie an den Städtischen Bühnen Regensburg (als Minna in Minna von Barnhelm und Olivia in Was ihr wollt). Von 2002 bis 2003 war sie zusammen mit Holger Paetz, Michael Altinger und Uli Bauer Mitglied im Ensemble der „Münchner Lach- und Schießgesellschaft“. Seit 2003 ist sie Ensemble-Mitglied am Schauspiel Frankfurt und spielte u. a. die „Winnie“ in Glückliche Tage von Samuel Beckett und unter der Regie vom französischen Schauspieler und Regisseur André Wilms u. a. die „A“ in „Katzen haben 7 Leben“ von Jenny Erpenbeck, die „Solange“ in den Zofen von Jean Genet, den „Zettel“ im Sommernachtstraum von Shakespeare.
2009 wechselte sie an das Schauspielhaus Zürich und war als „Mrs. Peachum“ in der Dreigroschenoper unter der Regie von Niklaus Helbling zu sehen. Ihre Darstellung wurde im „Kurt Weill News letter“ New York gelobt.
Für ihre Darstellung des „Don Quijote“ bei den Bad Hersfelder Festspielen erhielt von der Burg den Publikumspreis 2014.
Im Fernsehen sah man Viola von der Burg u. a. als Renate in Sharon von Wietersheim Supersingle und im Kino in Peter Gersinas Vienna in Marcus H. Rosenmüllers „Perlmutterfarbe“ in „die Vampirschwestern“ (Regie: Thomas Groß) und drehte mit Emir Kusturica den Kurzfilm „Magic Bus“.

## Filmografie
- 1997: Magic Bus
- 1998: Supersingle
- 2001: Sind denn alle netten Männer schwul
- 2002: Vienna
- 2003: Das bisschen Haushalt
- 2005: Alles außer Sex
- 2009: Die Perlmutterfarbe
- 2009: Ein Haus voller Töchter
- 2014: Die zwölfte Frau
- 2018: Sauerkrautkoma